# Serge Rubinstein
Serge Rubinstein (San Petersburgo, 7 de enero de 1897-Nueva York, 27 de enero de 1955) fue un empresario, manipulador de acciones y divisas, playboy, habitante de la Café society, evasor de servicio militar convicto y víctima de asesinato sin resolver ruso-estadounidense.

## Primeros años de vida
Serge Rubinstein nació en San Petersburgo, Imperio ruso, hijo de Dmitri y Stella Rubinstein. Su padre era prestamista del zar y asesor financiero de Grigori Rasputín. La familia huyó de Rusia durante la Revolución rusa y se dirigió a Suecia, Austria y Francia. Rubinstein finalmente se instaló en Inglaterra, donde se licenció en economía en Universidad de Cambridge.

## Negocios
Rubinstein se unió al Banque Franco-Asiatique en París y en 1932 ya dirigía el banco. Fue acusado de manipular el franco francés mediante ventas en corto y fue expulsado de Francia por Pierre Laval en 1935.
Rubinstein entró en Estados Unidos en 1938 con un pasaporte portugués falso que había comprado por 2000 dólares. El pasaporte estaba a nombre de Serge Manuel Rubinstein de Rovello. Dijo que era hijo ilegítimo de padre ruso y madre portuguesa (el hermano de Rubinstein, Andre, más tarde demandaría a Serge en nombre de su madre por difamación debido a esta afirmación). Tuvo transacciones bursátiles en Brooklyn-Manhattan Transit Corporation y Postal Telegraph durante 1939 y 1940, lo que le valió una suma sustancial. Sus contribuciones políticas le valieron una cena en la Casa Blanca con Eleanor Roosevelt.
La empresa británica Chosen Corporation, Ltd. poseía tres minas de oro en Corea. Uno de sus directores, Martin Coles Harman, fue condenado por malversación de fondos de la empresa y el precio de sus acciones cayó. Rubinstein compró acciones de la empresa y obtuvo el control. Vendió las minas a una empresa japonesa por el equivalente en yenes japoneses de 1,7 millones de dólares y se quedó con el dinero. Debido a que Japón tenía restricciones a la exportación de su moneda, Rubinstein sacó de contrabando yenes japoneses valorados en 1,2 millones de dólares fuera de Japón. Rubinstein fue demandado en 1941 en Nueva York por otros accionistas de Chosen Corp. por 5,9 millones de dólares, y la demanda se resolvió extrajudicialmente en 1946 por 2 millones de dólares.

## Evasión de servicio militar y deportación
Rubinstein hizo grandes intentos por evitar el reclutamiento durante la Segunda Guerra Mundial. Afirmó que era el único sostén de siete personas a su cargo, con unos ingresos relativamente bajos (se había casado en 1941 con Laurette Kilbourne y tenían dos hijos, Alexandria y Dianna). También afirmó que trabajó para industrias de defensa vitales. Más tarde afirmó, como ciudadano portugués de un país neutral, que no podía servir en las fuerzas armadas de los Estados Unidos.
Fue acusado de mentir sobre sus ingresos a la junta de reclutamiento, cuando afirmó que sólo ganó 11 000 dólares en 1940, cuando en realidad ganó 337 000 dólares. Fue declarado culpable de evadir el servicio militar obligatorio y cumplió dos años en la penitenciaría federal de Lewisburg, Pensilvania, de 1947 a 1949. Su esposa se divorció de él en 1949 mientras estaba en prisión, alegando crueldad. Después del divorcio y su liberación de prisión, Rubinstein se hizo conocido por su vida social, siendo visto con numerosas mujeres en elegantes clubes nocturnos.
El gobierno de Estados Unidos había iniciado previamente audiencias de deportación para Rubinstein, ya que había ingresado ilegalmente al país con un pasaporte portugués falsificado. Sin embargo, utilizando una batería de abogados, así como conexiones políticas, pudo impugnar con éxito esos intentos de deportarlo.

## Negocios de posguerra
Rubinstein fue acusado en 1949 de fraude bursátil, fraude postal y violación de la Ley de valores en relación con una ganancia de 3,5 millones de dólares en acciones de Panhandle Prousing and Refining Company. Fue absuelto en 1951. Rubinstein también fue demandado por su cuñada en 1951, alegando que estafó a su difunto hermano Andre con 1,5 millones de dólares en la estafa de Chosen Corporation, pero ella perdió la demanda.
En 1954, Blair Holdings demandó a Rubinstein por 5 millones de dólares, alegando conspiración para defraudar. También en 1954, tres hombres, incluido Emanuel Lester, fueron arrestados por intentar extorsionar a Rubinstein con 535 000 dólares. Lester afirmó que solo estaba tratando de cobrar una deuda y había presentado una demanda de 750 000 dólares contra Rubinstein.
Rubinstein dijo que invirtió en empresas cuyos valores de liquidación excedían el valor de las acciones. Los críticos dijeron que Rubinstein obtendría el control de una empresa, luego cambiaría sus activos por acciones de una empresa ficticia, todo ello a través de una complicada serie de transacciones, y luego disolvería la empresa ficticia.

## Muerte
En la madrugada del 27 de enero de 1955, Rubinstein regresó de una cena en el club nocturno Nino's La Rue con Estelle Gardner a su mansión de seis pisos en la Quinta Avenida. Salió unos quince minutos más tarde, a la 1:45 am.
A las 8:30 am, el mayordomo de Rubinstein, William Morter, encontró el cuerpo vestido con un pijama de seda en el dormitorio del tercer piso. A Rubinstein le ataron las manos y los pies con cordones de persianas venecianas y le cubrieron la boca con cinta adhesiva. El forense determinó que había muerto por estrangulamiento manual.
Se asignó una fuerza inicial de 50 detectives al asesinato. No había señales de una entrada forzada. La habitación había sido saqueada, pero la policía no pudo determinar si faltaba algo. La hora estimada de muerte fueron las 3 a. m.
La madre de Rubinstein y una tía vivían en la casa de los pisos superiores y afirmaron que habían visto a una misteriosa «chica [vestida] de marrón» en la escalera alrededor de la 1 de la madrugada después de escuchar una pelea. Sin embargo, esto fue antes de que Rubinstein llegara a casa y la policía pensó que estaban confundidos acerca de la hora y habían visto a un asistente de ambulancia.
Otra cosa que complicó la investigación fue que Rubinstein había entregado las llaves de la casa a numerosas novias y socios comerciales. El asesinato generó un gran interés por parte del público y los medios debido a la notoriedad de Rubinstein.
Hubo numerosas teorías sobre el asesinato, incluido un intento fallido de secuestro, la participación del crimen organizado, la venganza de una amante despechada y una venganza de las víctimas financieras de Rubinstein. Un socio comercial de Rubinstein, Stanley T. Stanley, dijo que creía que se trataba de un «trabajo de la mafia, un trabajo de un sindicato». Un periodista bromeó diciendo que la policía había «reducido la lista de sospechosos a 10 000». El caso nunca fue resuelto.

En su funeral, el rabino Dr. Julius Mark de Templo Emanu-El hizo esta evaluación de la vida de Rubinstein:
La palabra «paradoja» describe mejor la personalidad psicopática extrañamente compleja, ambigua e incuestionable de Serge Rubinstein. Poseía una mente brillante pero carecía por completo de sabiduría. Tenía un genio para adquirir riquezas, pero nunca aprendió que el dinero es un buen sirviente pero un amo severo. Quería amigos y nunca los tuvo, ya que nunca pareció darse cuenta de que para tener amigos hay que ser amigo. Quería amor, pero nunca supo que el amor debe ganarse y no comprarse. Declaró que Estados Unidos era el mejor de todos los países, pero despreciaba obstinadamente a quienes le suplicaban que respondiera al llamado de servicio de Estados Unidos.
Estos comentarios generaron cierta controversia pero fueron defendidos por otros clérigos. Sus activos patrimoniales ascendieron a 1 281 668 dólares, mucho menos que las estimaciones de hasta 10 000 000 de dólares cuando estaba vivo. El asesinato de Rubinstein fue calificado como una de las noticias más importantes de 1955 por la United Press.

## En la cultura popular
La película de 1956 Death of a Scoundrel, protagonizada por George Sanders, Yvonne De Carlo y Zsa Zsa Gabor, se basó libremente en la vida de Rubinstein.